# فرودگاه منطقه‌ای دره ایلنوی
فرودگاه منطقه‌ای دره ایلنوی (به انگلیسی: Illinois Valley Regional Airport) (به زبان بومی: Walter A. Duncan Field) یک فرودگاه همگانی بهره‌برداری هوایی با کد یاتا VYS است که یک باند فرود آسفالت دارد و طول باند آن ۱۸۲۹ متر است. این فرودگاه در کشور ایالات متحده آمریکا قرار دارد و در ارتفاع ۱۹۹ متری از سطح دریا واقع شده‌است.